# سایمن آگدستین
سایمن آگدستین (انگلیسی: Simen Agdestein؛ زادهٔ ۱۵ مهٔ ۱۹۶۷) استادبزرگ شطرنج شطرنج اهل نروژ است.
آگدستین تا به حال هفت بار برنده مسابقات قهرمانی شطرنج نروژ شده‌است. او همچنین مربی سابق ماگنوس کارلسن بوده‌است.